# Dudley Boyz
I Dudley Boyz, noti anche come Team 3D, sono stati un tag team di wrestling attivo in diverse federazioni statunitensi e giapponesi tra gli anni novanta e duemila, formata da Bubba Ray e D-Von Dudley.
Considerato da molti come il miglior tag team nella storia del wrestling, nella World Wrestling Federation/Entertainment i due detengono il record per il maggior numero di regni come campioni di coppia (9), avendo vinto il World Tag Team Championship otto volte e il WWE Tag Team Championship una volta.
Nel corso degli anni duemila sono stati spesso affiancati da un terzo wrestler, il "cugino" Spike Dudley.

## Storia

### Extreme Championship Wrestling (1996–1999)
La coppia LoMonaco-Hughes ebbe origine nella ECW dalla cosiddetta "Dudley family", un gruppo comico di beniamini del pubblico consistente nei molti figli illegittimi di "Big Daddy" Dudley. Il personaggio di Buh Buh Ray Dudley di LoMonaco all'epoca era un grasso, campagnolo zoticone che intratteneva i fan ballando e lottando insieme a molti dei suoi "fratelli", incluso Little Spike Dudley, per l'ECW World Tag Team Championship. Hughes, come D-Von Dudley, esordì in ECW nell'aprile 1996 all'evento Massacre on Queens Boulevard. Little Spike Dudley debuttò anche lui nel 1996 in un match di coppia con Buh Buh Ray contro The Full Blooded Italians.
Inizialmente, D-Von era ostile verso la sua famiglia, affermando che i "veri Dudley" non erano dei buffoni. Nel febbraio 1997, tuttavia, Buh Buh Ray e D-Von si allearono per buttare fuori dalla "famiglia" tutti i membri restanti tranne Big Dick Dudley e Sign Guy Dudley, effettuando quindi un turn heel nel processo. I due divennero presto i membri di maggior successo della famiglia Dudley dominando la divisione tag team della ECW. Vinsero il loro primo titolo di coppia sconfiggendo The Eliminators all'evento Hostile City Showdown il 15 marzo 1997. Questa vittoria causò la nascita di un feud con gli Eliminators, che riconquistarono le cinture al pay-per-view Barely Legal. Il 20 giugno i Dudley vinsero il secondo ECW Tag Team Championship battendo Kronus in un handicap match, dato l'infortunio di Saturn che non poté lottare.
I Dudley Boyz ebbero poi una rivalità con The Gangstas, cominciata dopo che i the Dudley avevano sconfitto i Gangstas all'evento Orgy of Violence il 28 giugno. I Dudleys, tuttavia, persero i titoli in favore dei Gangstas a Heat Wave il 19 luglio 1997. In meno di un mese, i Dudleys sconfissero i Gangstas a Hardcore Heaven aggiudicandosi per la terza volta l'ECW Tag Team Championship. Quando Mustafa e Saturn lasciarono l'ECW, New Jack e Kronus si allearono formando la coppia The Gangstanators e riconquistarono le cinture il 20 settembre. A November to Remember, i Dudleys presero parte a un four-way dance match per i titoli di coppia, insieme ai campioni in carica Tracy Smothers & Little Guido, The Gangstanators e The Hardcore Chair Swingin' Freaks. Vinsero gli F.B.I. che mantennero le cinture.
Successivamente fu la volta di un nuovo feud con Rob Van Dam & Sabu nell'estate del 1998. Il 24 ottobre 1998 i Dudley li sconfissero vincendo il loro quarto ECW Tag Team Championship. A November to Remember, persero le cinture contro Masato Tanaka e Balls Mahoney in Louisiana.
Con la partenza di The Sandman, i Dudley Boyz approfittarono del divieto imposto a Sabu di combattere negli Stati Uniti e D-Von sconfisse Rob Van Dam in un match singolo con in palio l'ECW World Tag Team Title. Dopo un breve feud con Impact Players, Buh Buh Ray e D-Von presero di mira il nuovo team costituito da Spike Dudley e Balls Mahoney. A Heat Wave Spike & Mahoney riuscirono a sconfiggere i Dudley vincendo le cinture.
Alla fine del 1999, i Dudley Boyz firmarono per la World Wrestling Federation. L'ultima apparizione  in ECW avvenne a Last Show at the Madhouse, il 26 agosto 1999, condita dalla vittoria del settimo titolo ECW World Tag Team Championship (sconfiggendo Spike & Mahoney) in un match improvvisato, per poi riperderlo subito dopo in favore di Tommy Dreamer e Raven quella sera stessa.

### Total Nonstop Action (2005–2014)

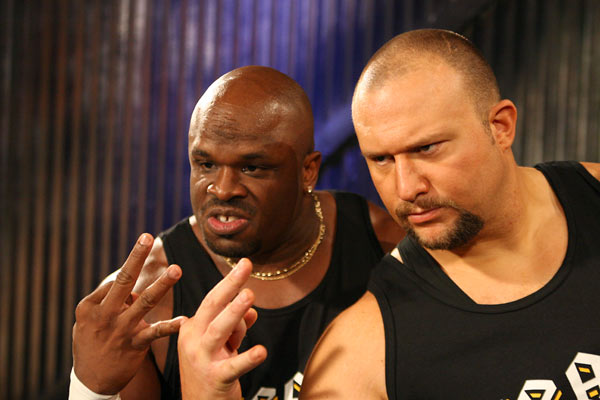
Il Team 3-D nel 2005

### Ritorno in WWE (2015–2016)
I Dudley Boyz ritornano i WWE nell'estate del 2015, dieci anni dopo l'ultima apparizione, attaccando i membri il New Day nella puntata di Raw successiva a SummerSlam. A Night of Champions del 20 settembre tentano l'assalto al WWE Tag Team Championship dei New Day (rappresentato da Big E e Kingston), sconfiggendoli tuttavia per squalifica a causa dell'intervento di Woods (e senza dunque il passaggio dei titoli). A Hell in a Cell del 25 ottobre affrontano nuovamente Big E e Kingston del New Day, ma questa volta sono i campioni a trionfare sui Dudleyz.

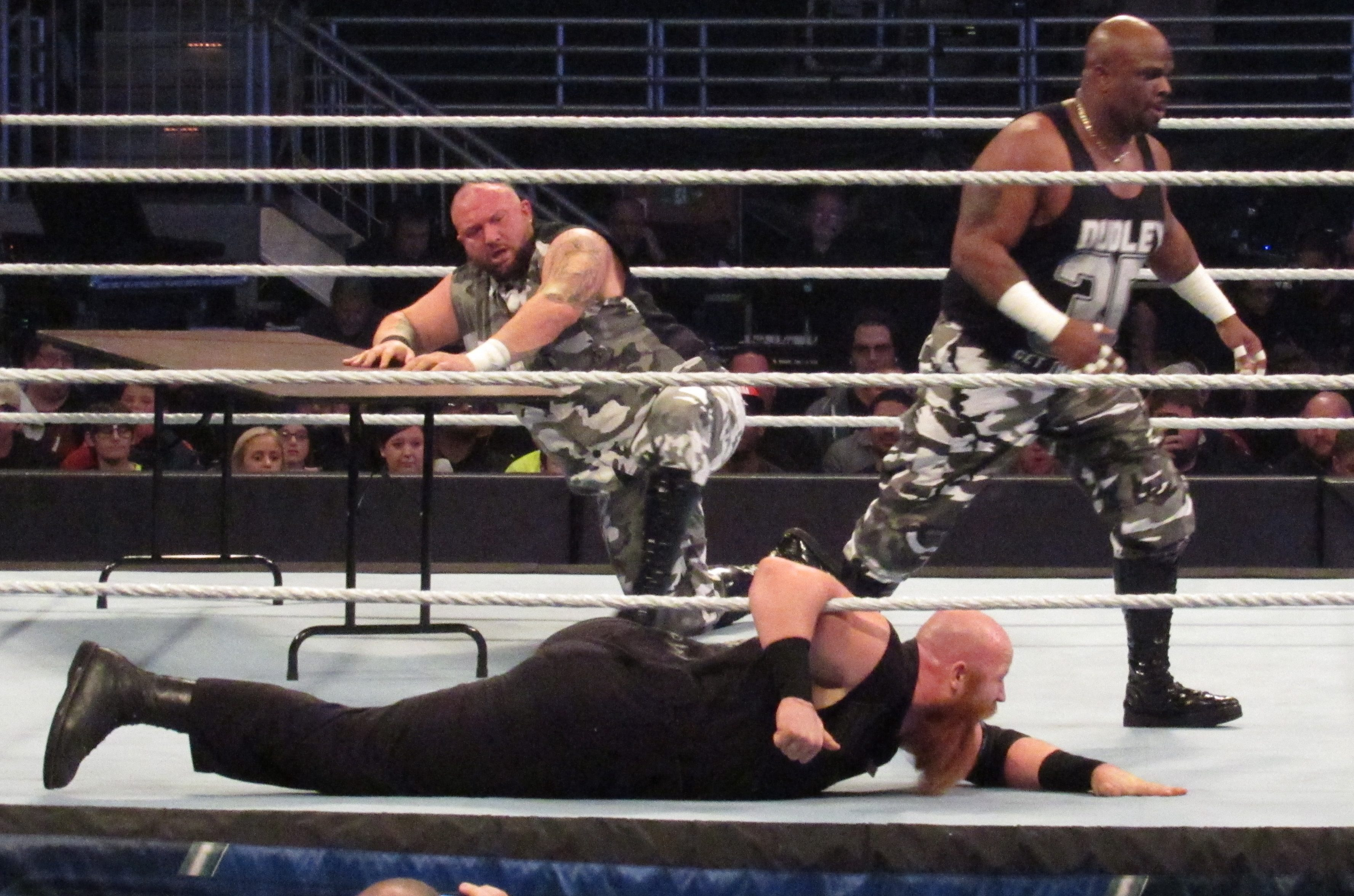
I Dudley Boyz contro la Wyatt Family nel gennaio 2016

Nel mese di novembre iniziano una faida con la Wyatt Family: nei primi due incontri (23 e 26 novembre) sono i Dudleyz a vincere ma per squalifica, venendo poi duramente aggrediti. I Dudleyz allora si alleano con Tommy Dreamer e il 30 novembre vincono ancora per squalifica. Al gruppo si aggiunge anche il rientrante Rhyno, riformando il Team ECW, ma in due incontri, a TLC: Tables, Ladders & Chairs e a Raw (in un Extreme Rules match), vengono nuovamente sconfitti dalla Wyatt Family.

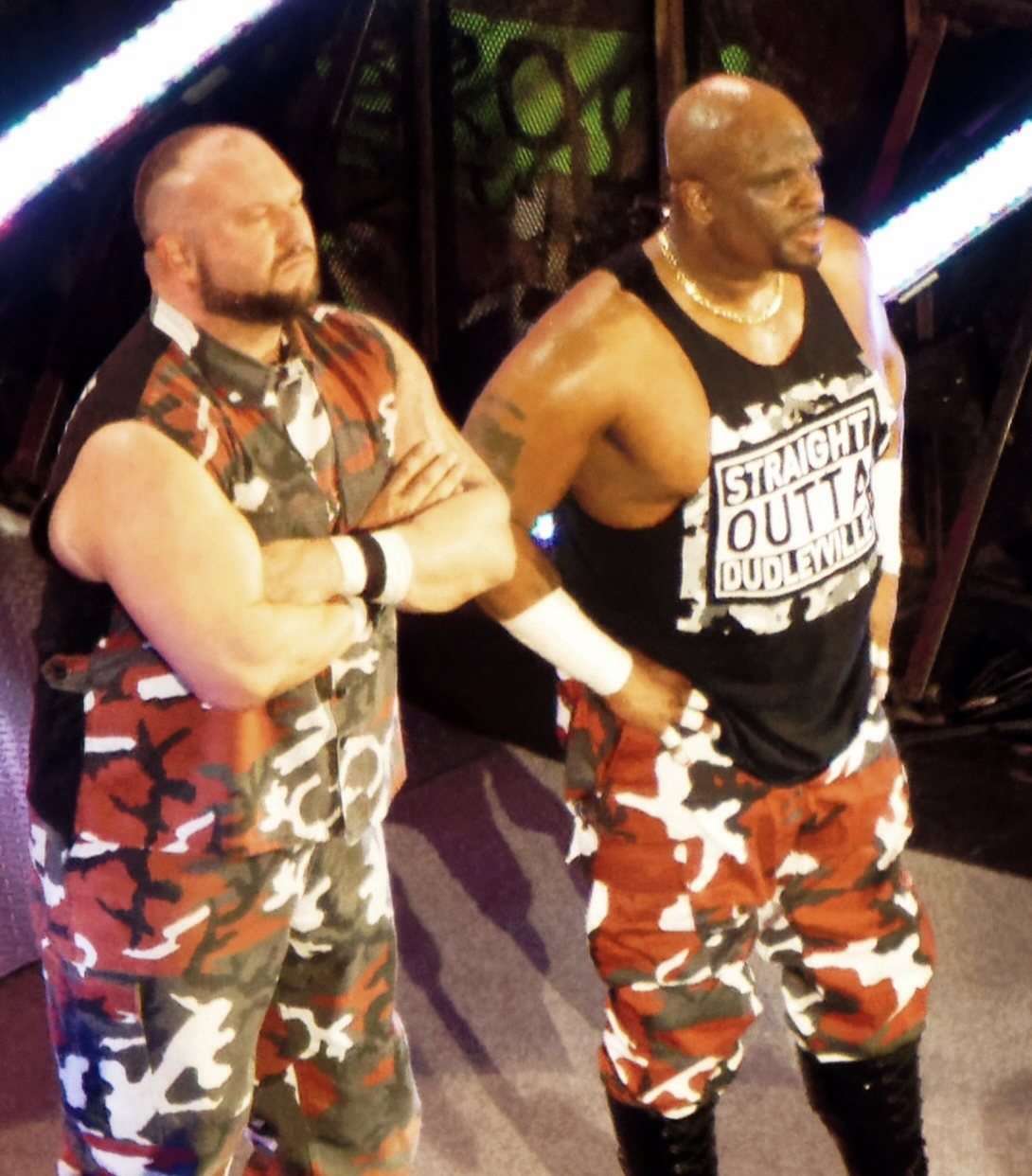
I Dudley Boyz nell'aprile 2016

Nella puntata di Raw dell'8 febbraio, dopo aver vinto insieme agli Usos un 8-man Tag Team Tables Match contro i New Day e Mark Henry (dove il "World Strongest Man" abbandona i loro compagni durante lo scontro) hanno attaccato i gemelli Usos rifilando una 3D su Jay e una Powerbomb su Jimmy sui tavoli, effettuando di fatto un turn heel. Sempre a Raw, il 15 febbraio, hanno attaccato senza motivo Roman Reigns prima di venire respinti da Dean Ambrose. Nella puntata di SmackDown del 18 febbraio hanno affrontato Reigns e Ambrose ma questi due hanno vinto l'incontro per squalifica a causa dell'intervento di Brock Lesnar. Successivamente iniziano una faida proprio con gli Usos: nella puntata di SmackDown del 25 febbraio D-Von ha sconfitto Jimmy Uso mentre Bubba Ray ha sconfitto il fratello Jey nella puntata di Raw del 29 febbraio.

Il 3 aprile a WrestleMania 32 i Dudleyz sono stati sconfitti dagli Usos. I Dudleyz, tuttavia, hanno avuto la loro rivincita contro gli Usos in un Tables match nella puntata di Raw del 4 aprile. Nella puntata di Raw dell'11 aprile viene indetto un torneo per decretare gli sfidanti al WWE Tag Team Championship detenuti dal New Day e i Dudleyz affrontano ai quarti di finale i Lucha Dragons, riuscendo a sconfiggerli. Nella semifinale, invece, svoltasi il 18 aprile a Raw, i Dudley Boyz sono stati sconfitti da Enzo Amore e Big Cass, venendo eliminati. Nella puntata di SmackDown del 1º giugno i Dudley Boyz hanno sconfitto i Golden Truth. Il 19 giugno nel Kick-off di Money in the Bank i Dudleyz sono stati sconfitti dai Lucha Dragons. Nella puntata di Raw dell'11 luglio i Dudley Boyz hanno partecipato ad una Battle Royal per determinare lo sfidante all'Intercontinental Championship, detenuto da The Miz, ma sono stati entrambi eliminati.
Con la Draft Lottery avvenuta nella puntata di SmackDown del 19 luglio, i Dudley Boyz sono stati trasferiti nel roster di Raw. I Dudleyz sono tornati nella puntata di Raw dell'8 agosto dove sono stati sconfitti da Neville e Sin Cara. Nella puntata di Raw del 15 agosto i Dudleyz sono stati sconfitti da Kofi Kingston e Xavier Woods del New Day. Il 21 agosto a SummerSlam i Dudleyz sono stati sconfitti da Neville e Sami Zayn nel Kickoff.
La sera successiva, a Raw, i Dudleyz hanno annunciato il loro abbandono dalla WWE, dopo aver attaccato gli Shining Stars ed essere stati brutalmente attaccati in seguito da Luke Gallows e Karl Anderson.

## Personaggi

### Mosse finali

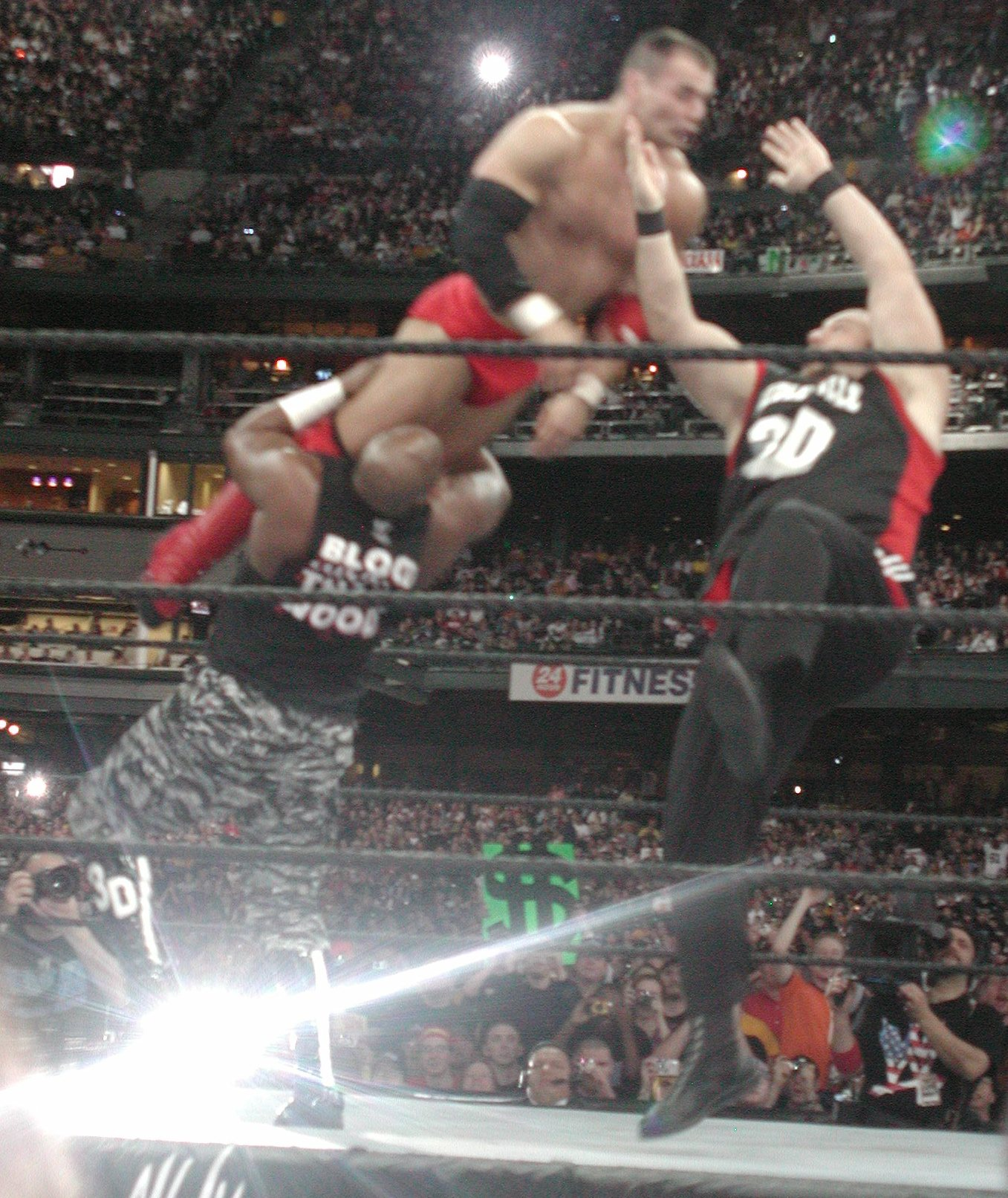
I Dudley Boyz mentre eseguono la 3D su Lance Storm

- 3D/Dudley Death Drop (Flapjack di D-Von e Cutter di Bubba Ray in combinazione, a volte su un tavolo)

### Manager
- Cousin Steve
- Flo Rida
- Johnny Devine
- Joel Gertner
- Johnny Rodz
- Paul Heyman
- Sign Guy Dudley
- Spike Dudley
- Stacy Keibler

### Soprannomi
- "Those Damn Dudleys" (WWF/E)
- "The Baddest Tag Team on the Planet" (WWE)

## Titoli e riconoscimenti
- All Japan Pro Wrestling

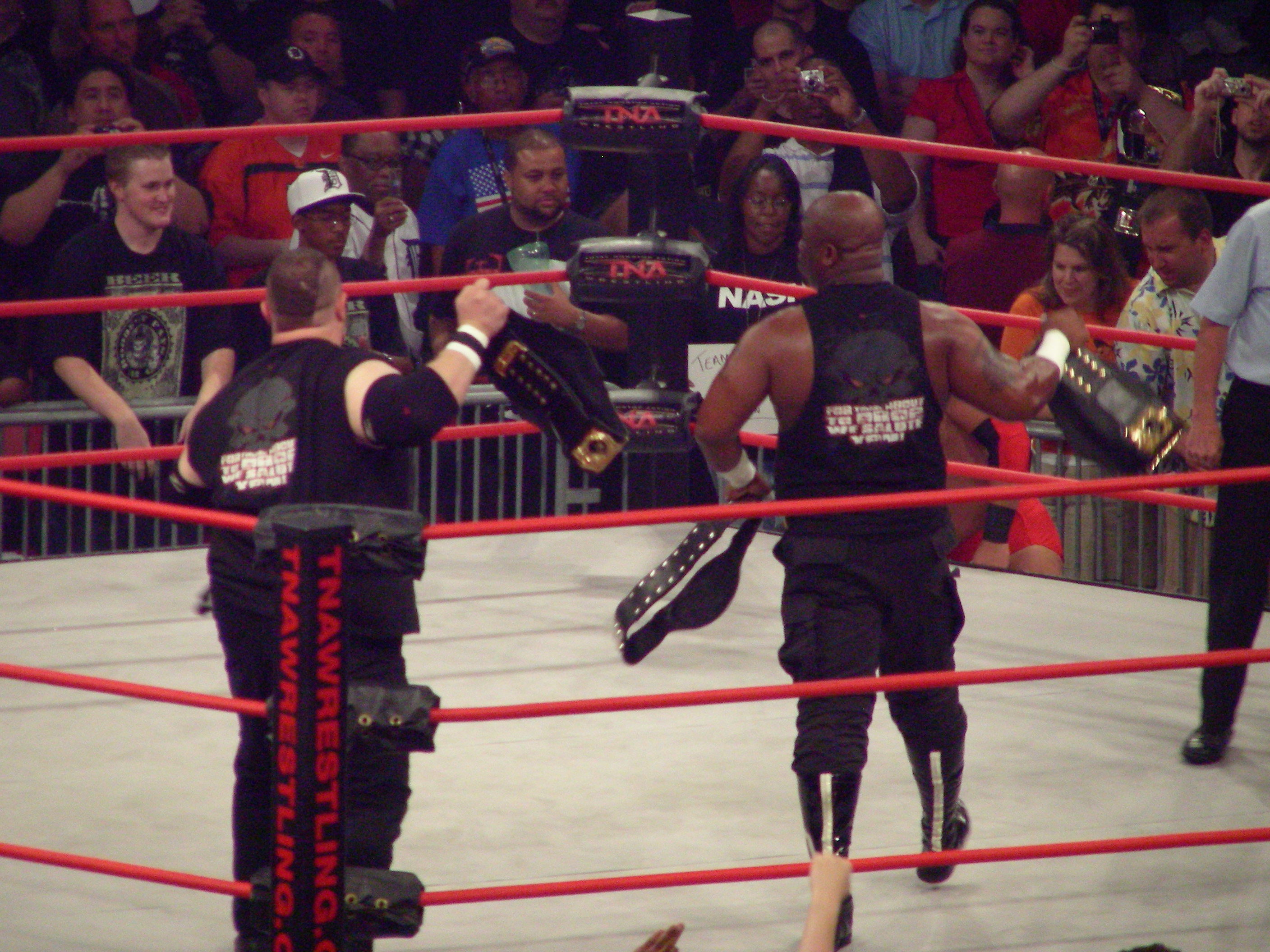
Il Team 3D con il TNA World Tag Team Championship e l'IWGP Tag Team Championship

  - World's Strongest Tag Determination League (2005)[13]
- The Baltimore Sun
  - Tag Team of the Year (2007)
- Cauliflower Alley Club
  - Other Honoree (1997)
- Extreme Championship Wrestling
  - ECW World Tag Team Championship (8)[14]
- Hustle
  - Hustle Super Tag Team Championship (1)[15]
- New Japan Pro-Wrestling
  - IWGP Tag Team Championship (2)[16]
- Pro Wrestling Illustrated
  - Match of the Year (2000)[17] vs. Edge & Christian & Hardy Boyz in un Triangle Ladder match a WrestleMania 2000
  - Match of the Year (2001)[17] vs. Edge & Christian & the Hardy Boyz in un Triangle TLC match a WrestleMania X-Seven
  - Tag Team of the Year (2001, 2009)[18]
  - Tag Team of the Decade (2000–2009)
- Rolling Stone
  - Least Game-Changing Regular-Roster Return (2015)1
- Squared Circle Wrestling
  - 2CW Tag Team Championship (1)[19]
- Total Nonstop Action Wrestling
  - NWA World Tag Team Championship (1)
  - TNA World Tag Team Championship (2)[20]
  - TNA Tag Team Tournament (2013)
  - TNA Tag Team of the Year (2005)[21]
  - TNA Hall of Fame (Classe del 2014)
- World Wrestling Federation/Entertainment
  - WCW Tag Team Championship (1)[22]
  - WWE Tag Team Championship (1)[23]
  - WWF Hardcore Championship2 (10) – Bubba Ray Dudley
  - WWF Tag Team Championship3 (8)[24]
  - WWE Hall of Fame (classe del 2018)

1 Record condiviso con Alberto del Rio.

2 Durante il decimo e ultimo regno, il titolo era noto come WWE Hardcore Championship.

3 Durante gli ultimi due regni, il titolo era noto come World Tag Team Championship.